# خريف التفاح (فلم مغربي)
خريف التفاح هو فيلم دراما مغربي من إخراج محمد مفتكر سنة 2020، وبطولة كل من سعد التسولي، فاطمة خير، نعيمة المشرقي، محمد التسولي، حسن بديدا، أيوب اليوسفي، وآخرون.

## القصة
يحكي الفيلم قصة طفل في العاشرة من عمره، لم يعرف أبدا أمه التي اختفت في ظروف غامضة مباشرة بعد ولادته، كما يصطدم بتنكر والده له وعدم اعترافه به والشك في نسبه.

## تشريفات وجوائز
في 7 مارس 2020، تُوّج الفيلم بالجائزة الكبرى للمهرجان الوطني للفيلم بطنجة في دورته الـ 21.
كما فاز بجائزة أفضل تصوير في المهرجان، وكذلك بجائزة النقد التي تقدمها الجمعية المغربية لنقاد السينما وجائزة الأندية الأدبية السينمائية التي تقدمها الجمعية الوطنية للأندية السينمائية.

## روابط خارجية
- مقالات تستعمل روابط فنية بلا صلة مع ويكي بيانات